# Карло д’Арагона Тальявия
Карло д'Арагона Тальявия (итал. Carlo d'Aragona Tagliavia; 25 декабря 1521, Палермо — 23 сентября 1599, Мадрид), 1-й герцог ди Терранова, 1-й князь ди Кастельветрано — государственный деятель Испанской империи.

## Биография
Сын Джованни д'Арагона Тальявия, маркиза ди Терранова, графа ди Кастельветрано, и Антонии Кончессы д’Арагона.
Адмирал и великий коннетабль Сицилии, гранд Испании.
С ранней юности сопровождал отца в военных экспедициях, в том числе при осаде Алжира, и поездках ко двору в Нидерланды и Германию, что позволило завести полезные знакомства. В 1535 году стал пажом императора Карла V, в 1542 году получил титул маркиза де Авола. Начал карьеру с должности капитана юстиции Палермо. После смерти Джованни в 1549 году стал депутатом королевства от дворянского сословия.
В 1561 году маркизат Терранова был возведен в ранг герцогства, в 1565 году Карло стал князем Кастельветрано, а в 1566 графом дель Боргетто.
В 1567 году, после отставки вице-короля Сицилии Гарсии де Толедо, Терранова был назначен президентом королевства Сицилии, и занимал эту должность до прибытия нового наместника в 1569 году. В 1571 году, после смерти маркиза ди Пескары, снова стал президентом Сицилии. На этом посту вел постоянную переписку с королем Филиппом II, которого информировал о положении на острове.
С образованием Священной лиги Сицилия стала одной из главных военно-морских баз, и именно из Мессины вышел флот, разгромивший турок в битве при Лепанто. На правительстве Сицилии лежала двойная задача: финансовое обеспечение внешней политики Габсбургов и материально-техническое снабжение флота.
Финансовые вопросы президент стремился решать, не задевая интересов высшей аристократии, к которой и сам принадлежал, и был против продажи должностей, что привело бы к усилению выходцев из средних слоев населения и ослаблению позиций тех, кто занимал высокие посты по праву рождения. Он настаивал на сохранении сословных привилегий, предлагая пополнять казну за счет спекуляций с зерновыми векселями и продажи титулов.
В вопросе снабжения вооруженных сил остров был способен поставить достаточное количество продовольствия, но монополия на производство оружия была у Милана, а пороха — у Неаполя, и Сицилия не располагала достаточными запасами. Терранова предложил создать литейные производства в Палермо и Мессине, что также должно было остановить утечку капитала с острова.
В Палермо герцог активно занимался городским строительством. Уже в 1567 году он заложил первый камень при постройке нового порта, начав реализацию плана Гарсии де Толедо. Во время второго президентства была перестроена площадь Претории, где флорентийский архитектор Франческо Камиллиани установил фонтан, за который городской сенат заплатил 30 тыс. эскудо.
Терранова тратил большие средства для организации обороны острова от турок. В Палермо были построены новые защитные сооружения, в том числе больверк Консепсьон, более известный, до его разрушения в XIX веке, как бастион д’Арагона. Было реорганизовано местное ополчение, численность которого довели до 10 тыс. пехоты и 1600 всадников. Его формировали бароны и города, для чего Сицилия была разделена на десять терций и для каждого поселения было установлено количество людей и лошадей. Кроме этого был создан специальный кавалерийский отряд из 400 бойцов для отражения пиратских набегов на приморские города Валь-ди-Ното, состоявший под командованием Джованни, маркиза де Авола, старшего сына президента. В 1573 году Терранова добился от парламента выделения денег для постройки 22 галер, которые были направлены Хуану Австрийскому для осады Туниса.
В 1575 году в Сиракузах появилась чума, за несколько недель распространившаяся по всему острову. Президент, укрывшийся в Термини, требовал строгого соблюдения карантинных мер, введенных в Палермо врачом Джан Филиппо Инграсиа. Эпидемия закончилась в течение года, и 22 июля 1576 на острове прошли благодарственные религиозные церемонии.
В период правления герцога ди Терранова, прозванного «Великим сицилийцем», в Венеции были изданы Regni Siciliae Capitula, первое собрание основных сицилийских законодательных актов, составленное под руководством юриста Раймондо Раймондетты. Известности Террановы также способствовали «Предупреждения» (Avvertimenti) Шипио ди Кастро, адресованные новому вице-королю Маркантонио Колонне, где предлагалось следовать политическим принципам герцога.
В 1578 году Терранова покинул Сицилию, наместник которой стал его убежденным врагом. Колонна критиковал Карло д’Арагону за тяжелое положение, в котором тот оставил Сицилию, но герцог, в том числе и благодаря поддержке кардинала Гранвеля, продолжал считаться одним из самых способных администраторов на службе короля.
В пути его корабли «Палермо» и «Сант-Анджело» были атакованы алжирскими корсарами. Сант-Анджело был захвачен и все пассажиры попали в рабство, но «Палермо» добрался до Неаполя. Колонна вновь обвинил Терранову в некомпетентности, но этот случай не подорвал доверия Филиппа II.
Едва прибыв в Мадрид, Терранова был направлен на Кёльнский рейхстаг, где при посредничестве императора Рудольфа II должен был заключить соглашение с представителями нидерландских повстанцев. Переговоры ни к чему не привели, но герцог получил хорошее представление о политической ситуации в Европе, и консультировал габсбургских чиновников во время своих коротких поездок в Швейцарию в 1578 году и в Милан в 1580-м.
В 1581 году герцог ди Терранова был назначен наместником Каталонии, но пробыл там недолго, и 17 октября 1582 стал губернатором Миланского герцогства. Венецианцы, помнившие его как союзника по Священной лиге, с энтузиазмом приветствовали это назначение. На посту губернатора Терранова пытался ограничить автономию местных органов власти, упрочил союз со швейцарцами и оказывал давление на герцога Савойского, аннексировав по распоряжению Филиппа II графство Асти и маркизат Вилланову.
Герцог продолжал вести оживленную переписку с королем, который в 1585 году пожаловал Терранове высшую награду Габсбургов — орден Золотого руна. Орденская цепь была ему передана 26 декабря 1588 в Пьяченце герцогом Пармским. По окончании губернаторства герцог переехал в Мадрид, где стал членом Государственного совета. После смерти в 1599 году его останки, согласно завещанию, были перевезены в Кастельветрано и погребены в церкви Сан-Джованни.

## Семья
1-я жена (1547): Маргерита Вентимилья (ум. 1579), дочь Симоне Вентимильи, маркиза ди Джерачи, и Изабеллы Монкада
Дети:
- Джованни (ум. 1593), маркиз де Авола. Убит на дуэли в Милане. Жена: Мария де Маринис, дочь Пьетро Понцо де Мариниса, барона де Фавара, и Стефании Монкада. Принесла в приданое Фавару и Сан-Анджело Муксаро
- Симеоне (Симоне) (20.05.1550—20.05.1604), кардинал
- Оттавио (1565—5.09.1623), кондотьер
- Анна (ум. 1582). Муж (14.02.1574): Джованни Вентимилья (1559—1619), маркиз ди Джерачи
- Джулия (ум. 26.11.1621). Муж (1582): Фабрицио Карафа (ум. 1629), князь ди Роччелла